# Tage Lindgren
Tage Karl-Anders Lindgren, född 31 augusti 1916 i Göteborgs Haga församling, död 3 oktober 2003 i Harestads församling, var en svensk handbollsspelare som representerade Majornas IK på 1930-talet. Han spelade även fotboll för Gais i fotbollsallsvenskan.
Lindgren spelade som junior fotboll för Gais och fick chansen i A-laget för första gången i september 1934. Han spelade dock bara totalt 12 matcher (0 mål) för klubben 1934–1936. Han representerade från hösten 1935 även Majornas IK i handboll, där han nådde större framgång och spelade till åtminstone 1939. Från 1937 var han även fotbollstränare i Majorna, och efter sin aktiva karriär hade han flera styrelseuppdrag i klubben.